# Charles Cyphers
Charles Cyphers (* 28. Juli 1939 in Niagara Falls, New York; † 4. August 2024 in Tucson, Arizona) war ein US-amerikanischer Filmschauspieler. Internationale Bekanntheit erreichte er vor allem durch seine Zusammenarbeit mit dem Regisseur John Carpenter. Seine bekannteste Rolle ist die des Sheriff Leigh Brackett aus drei Filmen der Halloween-Filmreihe.

## Leben
Charles Cyphers begann seine Tätigkeit als Schauspieler mit einigen kleinen Rollen zu Beginn der 1970er Jahre. Ab Mitte des Jahrzehnts war er vornehmlich in Fernsehproduktionen zu sehen, darunter drei Folgen der Serie Der Sechs-Millionen-Dollar-Mann. Mit Beginn des nächsten Jahrzehnts folgte eine kurze Phase vermehrter Kinoproduktionen, an denen Cyphers mitwirkte. Zuletzt trat er als Schauspieler in den 2000er Jahren in Erscheinung. Der 2020 veröffentlichte Horrorfilm Grizzly II: Revenge war jahrzehntelang nicht gezeigt worden. 
Cyphers arbeitete mit dem Regisseur John Carpenter erstmals bei dessen Film Assault – Anschlag bei Nacht aus dem Jahr 1976 zusammen. Es folgten weitere gemeinsame Filme. So übernahm Cyphers 1978 die Rolle des Sheriff Brackett in dem Slasherfilm-Klassiker Halloween – Die Nacht des Grauens. Er schlüpfte erneut in die Rolle in der später ebenfalls von Carpenter inszenierten Fortsetzung Halloween II – Das Grauen kehrt zurück. Im vierten Teil Halloween IV – Michael Myers kehrt zurück wird erwähnt, dass Sheriff Brackett in den Ruhestand gegangen ist und Cyphers wurde durch Beau Starr ersetzt, der als Haddonfields neuer Sheriff Ben Meeker auftrat. Im Herbst 2021 veröffentlichten Halloween Kills, der nach Halloween von 2018 inhaltlich direkt an die Geschehnisse des ersten Teils anschließt und alle anderen Fortsetzungen ignoriert, war er nochmals in dieser Rolle zu sehen. Cyphers' Schaffen umfasst damit 99 Produktionen.

## Filmografie (Auswahl)
- 1973–1977: Barnaby Jones (Fernsehserie, vier Folgen)
- 1976: Der Sechs-Millionen-Dollar-Mann (The Six Million Dollar Man, Fernsehserie, drei Folgen)
- 1976: Assault – Anschlag bei Nacht (Assault on Precinct 13)
- 1977–1978: The Betty White Show (Fernsehserie)
- 1978: Coming Home – Sie kehren heim
- 1978: Halloween – Die Nacht des Grauens (John Carpenter’s Halloween)
- 1978: Das unsichtbare Auge (Someone’s Watching Me!)
- 1979: Elvis – The King (Elvis)
- 1980: Der Grenzwolf (Borderline)
- 1980: The Fog – Nebel des Grauens (John Carpenter’s The Fog)
- 1981: Hart aber herzlich (Hart to Hart; Fernsehserie, Folge Der Zuckerbäcker)
- 1981: Die Klapperschlange (Escape from New York)
- 1981: Halloween II – Das Grauen kehrt zurück (Halloween II)
- 1982: Der Mann ohne Gnade (Death Wish II)
- 1982: Honkytonk Man
- 1989: Die Indianer von Cleveland (Major League)
- 1993: Loaded Weapon 1 (National Lampoon’s Loaded Weapon 1)
- 1996–1998: Nick Freno: Licensed Teacher (Fernsehserie)
- 2000: Mach 2
- 2001: Critical Mass – Wettlauf mit der Zeit (Critical Mass)
- 2007: Methodic
- 2020: Grizzly II: Revenge (Grizzly II: The Predator) [1983 gedreht]
- 2021: Halloween Kills